# 三沢市立第五中学校
三沢市立第五中学校（みさわしりつ だいごちゅうがっこう）は、青森県三沢市古間木山にある公立中学校。
地名の通り山のようなところにあり、大変坂が多い。周辺は青い森鉄道三沢駅があり、商店街や旅館、住宅が広がる。
地元では、「五中」（ごちゅう）と呼ばれる。
また、台湾台北市立天母(てんむ)國民中学の姉妹校であり、年一回程度交流する機会がある。

## 沿革
- 1962年（昭和37年）
  - 4月1日 - 三沢市立第一中学校から分離し、校舎新築。ただし、この時点で校舎は完成しておらず、三沢市柔道場や大三沢理美容高校の施設を借用。
  - 9月24日 - 第二期工事完成。これをもって、借用校舎解消。
- 1963年（昭和38年）
  - 8月17日 - 第三期工事完成。
  - 9月22日 - 校旗樹立。
- 1965年（昭和40年）7月17日 - 第四期工事体育館完成。
- 1967年（昭和42年）
  - 3月31日 - 第五期工事完成。
  - 4月1日 - 特殊学級設置。
- 1972年（昭和47年）5月15日 - 防音校舎第二期、第三期工事完成。
- 1977年（昭和52年） - 屋内運動場完成[1]。
- 2011年（平成23年）10月28日 - 創立50周年記念式典挙行[2]。

## 通学区域
出典
- 春日台（1丁目〜4丁目）
- 本町（1丁目〜3丁目）
- 古間木（1丁目〜4丁目(古間木・古間木山)）
- 薬師1丁目
- 薬師2丁目（古間木山）
- 古間木
- 堀切沢
  - これは、三沢市立古間木小学校の通学区域と同一
- 大町（1丁目〜3丁目）
- 本町4丁目
- 栄町（1丁目〜3丁目）
- 松園町3丁目（1番〜3番を除く）
- 新町1丁目（猫又、1番・75番・122番・127番）
- 新町（2丁目〜4丁目）
- 千代田町（1丁目〜5丁目）
  - これは、三沢市立上久保小学校の通学区域と同一

## アクセス
- 青い森鉄道三沢駅（東口）から、徒歩約560m・約9分。

## エリア放送
三沢市ケーブルテレビによるワンセグ放送の地上一般放送局が設置されていたが、フルセグ化に伴い廃止された。
| 免許人 | 局名                         | 呼出符号     | 物理チャンネル | 周波数        | 空中線電力 | ERP   |
| ------ | ---------------------------- | ------------ | -------------- | ------------- | ---------- | ----- |
| 三沢市 | 三沢ワンセグ古間木エリア放送 | JOXZ2BW-AREA | 33ch           | 593.142857MHz | 7.9mW      | 7.9mW |

## 参考資料
- 『青森県教育史 別巻』（青森県教育委員会・1973年12月20日発行）892頁～893頁「学校沿革 中学校 （三沢）第五中学校」